# Europees kampioenschap voetbal 2012 (Groep B) Denemarken - Portugal
Dit artikel gaat over de wedstrijd in de groepsfase in groep B tussen Denemarken en Portugal die gespeeld zal worden op 13 juni 2012 tijdens het Europees kampioenschap voetbal 2012.
Het is de elfde wedstrijd van het toernooi en wordt gespeeld in de Arena Lviv in Lviv.

## Voorafgaand aan de wedstrijd
- Op de FIFA-wereldranglijst van mei 2012 stond Denemarken op de 10e plaats, Portugal op de 5e plaats.[1]
- Denemarken en Portugal streden twaalf keer tegen elkaar op het voetbalveld. Denemarken won twee duels van de twaalf en Portugal won er acht, er werd twee keer gelijk gespeeld.
- In de twaalf onderlinge interlands scoorde Denemarken 16 keer, Portugal 26 keer.
- Voor Portugal is deze wedstrijd beslissend. Als zij verliezen, liggen ze definitief uit de strijd om het kampioenschap. Dankzij de overwinning van de Denen op Nederland zal Denemarken na eventueel verlies van de Portugezen echter nog steeds in de race zijn.

## Wedstrijdgegevens

De basisopstellingen van beide landen

| Datum                | 13 juni 2012              | 13 juni 2012              |
| Wedstrijdnummer      | 11                        | 11                        |
| Stadion              | Arena Lviv, Lviv          | Arena Lviv, Lviv          |
| Toeschouwers         | 32.990                    | 32.990                    |
| Scheidsrechter       | Craig Thomson             | Craig Thomson             |
| Assistenten          | Alasdair Ross, Derek Rose | Alasdair Ross, Derek Rose |
| Vierde man           | Viktor Sjvetsov           | Viktor Sjvetsov           |
| Man van de wedstrijd | Pepe                      | Pepe                      |
|                      | Denemarken                | Portugal                  |
| Doelpunten           | 2                         | 3                         |
| Gele kaarten         | 2                         | 2                         |
| Rode kaarten         | 0                         | 0                         |
| Wissels              | 2                         | 2                         |
| Schoten op doel      | 5                         | 11                        |
| Schoten naast doel   | 3                         | 5                         |
| Overtredingen        | 18                        | 16                        |
| Hoekschoppen         | 7                         | 6                         |
| Buitenspel           | 2                         | 0                         |
| Vrije trappen        | 16                        | 19                        |
| Balbezit (tijd)      | 0                         | 0                         |
| Balbezit (%)         | 57                        | 43                        |

| Denemarken | 2 – 3           | Portugal |
| (Michael Krohn-Dehli) Nicklas Bendtner 41' (Lars Jacobsen) Nicklas Bendtner 80' | goals (assists) | 24' Pepe (Miguel Veloso) 36' Hélder Postiga (Nani) 87' Silvestre Varela (Fábio Coentrão)                                                              |
| Morten Olsen | bondscoach      | Paulo Bento |
| Stephan Andersen Simon Poulsen Daniel Agger Simon Kjær Lars Jacobsen Niki Zimling 16' William Kvist Michael Krohn-Dehli 90' Christian Eriksen Dennis Rommedahl 60' Nicklas Bendtner | opstellingen    | Rui Patrício Fábio Coentrão Bruno Alves Pepe João Pereira Miguel Veloso João Moutinho 84' Raul Meireles Cristiano Ronaldo 64' Hélder Postiga 89' Nani |
| Jakob Poulsen 16' Tobias Mikkelsen 60' Lasse Schöne 90' | wissels         | 64' Nélson Oliveira 84' Silvestre Varela 89' Rolando                                                                                                  |
| Jakob Poulsen 56' Lars Jacobsen 81' | gele kaarten    | 29' Raul Meireles 90+2' Cristiano Ronaldo |
| | rode kaarten    | |

## Wedstrijden
| Groepswedstrijden | | | |
| Groep A | Groep B | Groep C                                                                                               | Groep D |
| Polen - Griekenland Rusland - Tsjechië Griekenland - Tsjechië Polen - Rusland Tsjechië - Polen Griekenland - Rusland | Nederland - Denemarken Duitsland - Portugal Denemarken - Portugal Nederland - Duitsland Portugal - Nederland Denemarken - Duitsland | Spanje - Italië Ierland - Kroatië Italië - Kroatië Spanje - Ierland Kroatië - Spanje Italië - Ierland | Frankrijk - Engeland Oekraïne - Zweden Oekraïne - Frankrijk Zweden - Engeland Engeland - Oekraïne Zweden - Frankrijk |
| Kwartfinales | | | |
| Tsjechië - Portugal                                                                                                  | Duitsland - Griekenland | Spanje - Frankrijk                                                                                    | Engeland - Italië |
| Halve finales | | | |
| ‎Portugal - Spanje | ‎Portugal - Spanje | Duitsland - Italië                                                                                    | Duitsland - Italië                                                                                                   |
| Finale | | | |
| Spanje - Italië | | | |